# Weeds
Weeds är en amerikansk TV-serie från 2005. Serien kretsar kring hemmafrun och änkan Nancy Botwin, som bor i den fina förorten Agrestic i Kalifornien. Hon är mor till Shane Botwin och Silas Botwin. För att få ekonomin att gå ihop langar hon marijuana, därav seriens namn.

## Handling
Nancys man avlider i en hjärtattack när han är ute och joggar med en av sina söner. För att kunna fortsätta leva det liv familjen hitintills levt börjar Nancy att sälja marijuana till folk i Agrestic. Efterfrågan på gräs i den fina förorten är det inget fel på och Nancy säljer bland annat till Doug Wilson som är en tämligen fifflande revisor och även jobbar åt stadsfullmäktige i Agrestic (City Councilman) och advokaten Dean Hodes.

## Om TV-serien
Serien började med tio avsnitt under augusti 2005. Det var den högst rankade serien för Showtime det året. En andra säsong med tolv avsnitt följde i augusti 2006, och en tredje säsong med 15 avsnitt hade premiär 13 augusti 2007. Premiären på säsong 3 attraherade 824,000 tittare. Den fjärde säsongen började visas i USA i juni 2008 och avslutades i september samma år. Säsong 5 började att visas i USA under maj månad 2009. Säsong 6 började visas i USA i augusti 2010. I Sverige visas serien först i Canal+ Series och sedan på TV6. Vissa avsnitt går även att se på Internet på TV6 Play, Säsong 8 var den sista.

### Produktion
Utomhusscenerna i serien filmas nästan helt i Stevenson Ranch, en förort till Santa Clarita Valley, Kalifornien. Satellitbilden som visas i början av avsnitten är "Calabasas Hills", ett inhägnat samhälle i Calabasas, Kalifornien.